# Vitorino Nemésio
Vitorino Nemésio (Vila da Praia da Vitória, Terceira, Açores, 1901 – Lisboa, 1978) ha estat un dels més importants escriptors portuguesos.
El record de les Açores i la memòria de la infantesa són els dos pols que centren la seva poesia, on la nostàlgia esdevé reflexió metafísica. Ha escrit  Mau tempo no canal, una mena de saga proustiana centrada en les Açores, i considerada per la crítica com una de les millors novel·les portugueses contemporànies. També fou professor i després director de la Universitat de Lisboa, on hi edità la revista literària Revista de Portugal. També fou un assagista i un investigador destacat.

## Poesia
- Nem toda a noite a vida (1950)
- A O cavalo encantado (1963)

## Narració
- Paço do Milhafre (1924)
- Mau tempo no canal (1944),

## Assaig
- Relações francesas do Romantismo portuguès (1937)
- Conhecimento de poesia (1958)
- La génération portugaise de 1870 (1971)